# Francesc de Carreras i Serra
Francesc de Carreras i Serra (Barcelona, 1943) és un jurista i articulista català. És catedràtic de Dret constitucional en la Universitat Autònoma de Barcelona. Fill del destacat advocat i polític Narcís de Carreras i Guiteras.

## Biografia
Francesc de Carreras va néixer en una família de l'alta burgesia catalana, essent el seu pare Narcís de Carreras, membre de la Lliga Regionalista i col·laborador de Cambó en els seus inicis, tot i que posteriorment es va integrar en el franquisme plenament, arribant a ser president del FC Barcelona i de la Caixa de Pensions. Per part de la seva mare, Dolors Serra i Forns, era nebot del també president de la Caixa Salvador Millet, i cosí del polític socialista Narcís Serra.
Tot i això, Francesc de Carreras va ser un militant antifranquista en la seva joventut, i es va unir el 1967 al Partit Socialista Unificat de Catalunya que, dins de l'esquerra catalana, era el més representatiu en l'època clandestina. Després del restabliment de la democràcia, va considerar que el PSUC derivava cap al nacionalisme en integrar-se en Iniciativa per Catalunya i va abandonar la formació el 1986.
Va treballar com a jurista per a la Generalitat de Catalunya, a través del Consell Consultiu de la Generalitat de Catalunya entre els anys 1981 i 1998, i ha col·laborat en diaris com El País, El Periódico de Catalunya i La Vanguardia. En aquest últim col·labora habitualment en l'actualitat.
La seva actitud crítica cap a, segons ell, la deriva catalanista dels grans partits d'esquerres, tant l'antic PSUC com el PSC, l'ha dut a participar en diverses iniciatives cíviques i polítiques de Catalunya. A la fi de 1996, va intervenir activament en la constitució i el desplegament del Foro Babel juntament amb altres intel·lectuals com Félix Pérez Romera o Miguel Riera. L'activitat del fòrum, bàsicament articulada a través dels seus dos Manifests (abril de 1997 i juny de 1998), articles de diari i posicionaments públics, es va centrar a defensar el bilingüisme a Catalunya, advertir contra la utilització política –en clau nacionalista– de la llengua i la cultura catalana, assenyalar la complicitat dels partits d'esquerra en l'extensió de l'hegemonia nacionalista i plantejar la necessitat d'un nou model de ciutadania, incloent i flexible, capaç d'integrar «harmònicament» el català i el castellà en l'espai públic català. Per aquest lideratge al capdavant de Foro Babel, Francesc de Carreras va ser guardonat el 1998 amb el IV Premi a la Tolerància de la Asociación por la Tolerancia de Barcelona.
Amb l'entrada de Pasqual Maragall a la Generalitat, el 2003, al capdavant d'una coalició tripartida entre PSC, ICV i ERC, la classe política catalana es va marcar com a objectiu principal la reforma de l'Estatut d'Autonomia de Catalunya. Aquest gir dels partits d'esquerra, singularment del PSC, i la crispació generada dins i fora de Catalunya pel debat estatutari van portar De Carreras a unir-se a altres intel·lectuals, com Arcadi Espada, Albert Boadella, Félix Ovejero Lucas, Félix de Azúa o Ivan Tubau Comamala, en una crida a la societat catalana en la qual asseguraven que la classe política s'havia allunyat dels problemes reals, tot demanant als ciutadans la seva mobilització per a la creació d'un nou partit capaç de superar l'obsessió identitària i nacionalista en què segons ells havia caigut la política catalana.
El Manifiesto por un nuevo partido político en el qual van concretar aquestes idees va ser presentat el 7 de juny de 2005 i va suposar l'inici de la plataforma –posteriorment, associació– Ciutadans de Catalunya / Ciudadanos de Cataluña en la qual De Carreras, juntament amb Espada i Boadella, va tenir un protagonisme determinant. Aquesta associació, que va defensar el No en el referèndum estatutari de 2006, fou el germen del partit Ciutadans - Partit de la Ciutadania que es va constituir el juliol de 2006. En les primeres eleccions a les quals el nou partit es va presentar, les autonòmiques catalanes de novembre de 2006, Francesc de Carreras es va integrar en un lloc simbòlic (núm. 85) de la llista per Barcelona, manifestant així el seu suport al projecte que ell havia contribuït a impulsar. Fou el principal redactor de l'Ideari del partit (aprovat a la seva Segona Assamblea General) definint el partit com de caràcter social-demòcrata i liberal per abastar tot el centre polític no nacionalista. Fou present en diferents actes del partit, destacant la seva participació en l'acte de rellançament del parti: «Cataluña somos todos» de 31 d'octubre de 2009.
El gener de 2015 fou escollit acadèmic de número de la Reial Acadèmia de Ciències Morals i Polítiques en substitució del difunt Manuel Jiménez de Parga Cabrera.
Es va donar de baixa de Ciudadanos a l'abril de 2019, just abans de les eleccions generals, municipals i europees, al·legant «discrepàncies amb l'estratègia» del partit que es negava a qualsevol tipus de pacte postelectoral amb el PSOE.

## Llibres publicats
- Crónica de un año perdido (Barcelona : Espasa, 2019) ISBN 978-84-670-5807-9.
- Ensayos sobre el federalismo (Barcelona : Real Academia de Ciencias Morales y Políticas, 2016) ISBN 978-84-7296-362-7.
- Paciencia e independencia : la agenda oculta del nacionalismo (Barcelona : Ariel, 2014) ISBN 978-84-344-1740-3.
- Estado, nación y libertad : tres conceptos a examen para la regeneración de España (Madrid : Sílex - Fundación Dos de Mayo, Nación y Libertad, 2013) ISBN 978-84-7737-803-7.
- Leyes Políticas. (Navarra: Aranzadi, 2012).Coautor amb el catedràtic Juan Carlos de Gavara de Cara. ISBN 84-9767-220-8.
- Sistema constitucional espanyol. (Barcelona : UOC, 2003). Tercera edició 2010.
- El estado de derecho como sistema (Madrid : Centro de Estudios Constitucionales, 1996)

- "El Estado autonómico español: ¿Existe un modelo de Estado?" a Asimetría y cohesión en el Estado autonómico: jornadas sobre el Estado autonómico: integración y eficacia, Administración pública, España. Ministerio de Administraciones Públicas, 1997.